# Themyscira
Pour les articles homonymes, voir Thémiscyre.
 (mai 2017).
Si vous disposez d'ouvrages ou d'articles de référence ou si vous connaissez des sites web de qualité traitant du thème abordé ici, merci de compléter l'article en donnant les références utiles à sa vérifiabilité et en les liant à la section « Notes et références ».
Themyscira est une île de fiction dans l’Univers DC. C’est la terre natale de Wonder Woman et de ses sœurs Amazones. Elle est aussi connue sous le nom de Paradise Island. Elle a été créée par William Moulton Marston & Harry G. Peter dans All Star Comics #8 en 1940.
Elle doit son nom à Thémiscyre, la capitale de la tribu amazone dans la mythologie grecque.

## Histoire
Considérées comme les réincarnations de toutes les femmes mortes de la main de l’homme, les Amazones furent créées sur la base d’argile et reçurent la vie de la part des déesses Hestia (déesse du foyer et du feu sacré), Aphrodite (déesse de l’amour et de la sexualité), Déméter (déesse de l’agriculture et des moissons), Athéna (déesse de la sagesse et de la stratégie militaire) et Artémis (déesse de la chasse). Leur création avait un but : promouvoir le message de paix et les valeurs de la justice si chers aux dieux, sur Terre. C’est en suivant leur dessein qu’elles fondèrent la ville de Thémiscyre. À la tête de ce peuple, les sœurs Hippolyte et Antiope régnaient sans savoir qu’Ares, le dieu de la guerre, s’était déjà fait leur ennemi.
Manipulant son demi-frère Héraclès (Hercule), Arès conduisit la destruction de Thémiscyre avant d’asservir les Amazones. Priant pour son peuple, Hippolyte fut entendue par Athéna qui accepta d’aider les Amazones à la seule condition qu’une fois libérées, elles continuent de remplir leur mission en choisissant la paix à la revanche et portent en souvenir les chaînes qui étaient les leurs sous la domination des hommes. Si Hippolyte respecta son vœu, sa sœur choisit l’autre voie et s’entoura de guerrières pour pourchasser Héraclès. La plus sage des deux respecta la promesse faite à Athéna en conduisant les Amazones restantes sur une île aussi lointaine qu’isolée. Ensemble, elles devaient y apprendre de leurs erreurs, s’éduquer aux arts et devenir les plus grandes guerrières de ce monde.
Nommée Themyscira, en mémoire du nom de la ville tombée, l’île abritait des constructions dignes des plus grands temples gréco-romains : très logiquement, l’architecture était inspirée des villes connues des Amazones et n’a pas évolué de par leur manque de contact avec le monde extérieur. Un temple dédié à Aphrodite surplombait l’île et, plus bas, le palais d’Hippolyte offrait une fenêtre sur le monde extérieur : une sphère magique permettait de voir le passé, le présent et les futurs qui en découlent. Vêtues de toges et de sandales, elles respectaient aussi la mode de l’époque antique, tout en portant des bracelets au poignet ; bracelets repris dans la tenue de super-héroïne de Wonder Woman.

## Habitants (Themysciriens)
- Princesse Diana, dite Wonder Woman
- Donna Troy, dite Wonder Girl
- Antiope (en)
- Hippolyte
- Artémis de Bana-Mighdall
- Phillipus (en)

## Autres apparitions
- Super Friends, série télévisée d'animation 1973
- Mortal Kombat vs. DC Universe
- Justice League et Justice League Unlimited
- Smallville dans l'épisode 9 de la saison 3 : Electrochocs Asylum
- DC Universe Online
- Injustice : Les dieux sont parmi nous[1]
- Legends of Tomorrow, dans l'épisode 6 de la saison 3